# Camponotus spanis
Camponotus spanis är en myrart som beskrevs av Xiao och Wang 1989. Camponotus spanis ingår i släktet hästmyror, och familjen myror. Inga underarter finns listade.